# Gobierno de Miguel Antonio Caro
El Gobierno de Miguel Antonio Caro se dio entre el 7 de agosto de 1892 y el 7 el agosto de 1898 en Colombia. Su gobierno fue parte de la Hegemonía Conservadora entre 1886 y 1930.

## Llegada al poder
En 1892, con la reelección de Rafael Núñez en el cargo de presidente, Caro fue elegido vicepresidente. Sin embargo, debido a complicaciones de su salud, Núñez no pudo asumir el poder, por lo que Caro se encargó de la presidencia. Dos años después, Núñez falleció. 
Caro ejerció el poder desde el 7 de agosto de 1892 hasta el 7 de agosto de 1898. Curiosamente, a pesar de haber extendido su gobierno en uno de los mandatos más largos de la historia de Colombia, nunca utilizó el título de presidente, sino el de vicepresidente encargado del Poder Ejecutivo, por respeto a Núñez.

## Gabinete ministerial
| Ministerio                          | Imagen | Nombre                                  | Partido             | Periodo                                       |
| ----------------------------------- | ------ | --------------------------------------- | ------------------- | --------------------------------------------- |
| Ministerio de Gobierno              |        | Antonio Basilio Cuervo                  | Partido Conservador | 7 de agosto de 1892 23 de febrero de 1893     |
| Ministerio de Gobierno              |        | José María Campo Serrano                | Partido Nacional    | 23 de febrero de 1893 1893                    |
| Ministerio de Gobierno              |        | José Domingo Ospina Camacho (e)         | Partido Conservador | 1893 7 de febrero de 1894                     |
| Ministerio de Gobierno              |        | Primitivo Crespo                        |                     | 7 de febrero de 1894 7 de agosto de 1894      |
| Ministerio de Gobierno              |        | Manuel Antonio Sanclemente Sanclemente  | Partido Nacional    | 7 de agosto de 1894 31 de diciembre de 1894   |
| Ministerio de Gobierno              |        | Luis M. Holguín (e)                     |                     | 31 de diciembre de 1894 25 de enero de 1895   |
| Ministerio de Gobierno              |        | José Domingo Ospina Camacho             | Partido Conservador | 25 de enero de 1895 12 de marzo de 1895       |
| Ministerio de Gobierno              |        | Manuel Casabianca Welsares              |                     | 17 de marzo de 1895 1895                      |
| Ministerio de Gobierno              |        | José Domingo Ospina Camacho             |                     | 1895 13 de septiembre de 1895                 |
| Ministerio de Gobierno              |        | Rafael Reyes Prieto                     | Partido Conservador | 13 de septiembre de 1895 3 de marzo de 1896   |
| Ministerio de Gobierno              |        | Luis M. Holguín (e)                     |                     | 3 de marzo de 1896 1896                       |
| Ministerio de Gobierno              |        | Manuel Casabianca Welsares              | Partido Conservador | 1896 20 de julio de 1896                      |
| Ministerio de Gobierno              |        | Antonio Roldán Reyes                    | Partido Conservador | 20 de julio de 1896 14 de febrero de 1898     |
| Ministerio de Gobierno              |        | Nicanor Insignares                      |                     | 14 de febrero de 1898 7 de agosto de 1898     |
| Ministerio de Relaciones Exteriores |        | Marco Fidel Suárez                      | Partido Conservador | 4 de diciembre de 1889 - 11 de marzo de 1896  |
| Ministerio de Relaciones Exteriores |        | José María Uricoechea                   |                     | 12 de marzo de 1896 - 8 de abril de 1896      |
| Ministerio de Relaciones Exteriores |        | GR. Jorge Holguín Mallarino             | Partido Conservador | 9 de abril de 1896 - 4 de mayo de 1897        |
| Ministerio de Relaciones Exteriores |        | Mariano Tanco                           |                     | 5 de mayo de 1897 - 1897                      |
| Ministerio de Relaciones Exteriores |        | Antonio Gómez Restrepo                  | Partido Conservador | 1897 - 7 de agosto de 1898                    |
| Ministerio de Guerra                |        | General Primitivo Crespo                |                     | 16 de agosto de 1892 11 de diciembre de 1892  |
| Ministerio de Guerra                |        | General Antonio Basilio Cuervo Urisarri | Partido Conservador | 12 de diciembre de 1892 22 de febrero de 1893 |
| Ministerio de Guerra                |        | General José Domingo Ospina Camacho     | Partido Conservador | 23 de febrero de 1892 19 de julio de 1894     |
| Ministerio de Guerra                |        | General Edmundo Cervantes Guerra        |                     | 20 de julio de 1894 12 de marzo de 1896       |
| Ministerio de Guerra                |        | Clímaco Losada                          |                     | 13 de marzo de 1896 16 de marzo de 1896       |
| Ministerio de Guerra                |        | General Manuel Casabianca Welsares      | Partido Conservador | 17 de marzo de 1896 10 de mayo de 1896        |
| Ministerio de Guerra                |        | General Pedro Antonio Molina            | Partido Conservador | 10 de mayo de 1896 25 de octubre de 1896      |
| Ministerio de Guerra                |        | General Aurelio Mutis Villafrade        |                     | 26 de octubre de 1896 18 de enero de 1897     |
| Ministerio de Guerra                |        | General Pedro Antonio Molina            |                     | 10 de mayo de 1896 25 de octubre de 1896      |
| Ministerio de Guerra                |        | General Aurelio Mutis Villafrade        |                     | 26 de octubre de 1896 18 de enero de 1897     |
| Ministerio de Guerra                |        | General Pedro Antonio Molina            |                     | 19 de enero de 1897 6 de julio de 1897        |
| Ministerio de Guerra                |        | General Isaías Luján Torres             | Partido Conservador | 7 de julio de 1897 6 de agosto de 1898        |
| Ministerio del Tesoro               |        | Carlos Calderón Reyes                   | Partido Liberal     | 7 de agosto de 1892-31 de marzo de 1894       |
| Ministerio del Tesoro               |        | Miguel Abadía Méndez                    | Partido Conservador | 31 de marzo de 1894-1 de noviembre de 1895    |
| Ministerio del Tesoro               |        | Julio A. Corredor (e)                   |                     | 1 de noviembre de 1895 12 de marzo de 1896    |
| Ministerio del Tesoro               |        | Francisco Groot (e)                     |                     | 12 de marzo de 1896 10 de abril de 1896       |
| Ministerio del Tesoro               |        | Manuel Ponce de León                    |                     | 11 de abril de 1896 2 de enero de 1897        |
| Ministerio del Tesoro               |        | Antonio Roldán Reyes (e)                | Partido Conservador | 2 de enero de 1897 1 de marzo de 1897         |
| Ministerio del Tesoro               |        | Daniel J. Reyes                         |                     | 1 de marzo de 1897 7 de agosto de 1898        |
| Ministerio de Instrucción Pública   |        | Liborio Zerda                           |                     | 8 de agosto de 1982 11 de marzo de 1896       |
| Ministerio de Instrucción Pública   |        | José Manuel Marroquín                   | Partido Conservador | 12 de marzo de 1896 8 de abril de 1896        |
| Ministerio de Instrucción Pública   |        | Rafael María Carrasquilla               |                     | 9 de abril de 1986 13 de septiembre de 1897   |
| Ministerio de Instrucción Pública   |        | Nicanor G. Insignares                   |                     | 13 de septiembre de 1897 7 de agosto de 1898  |
| Ministerio de Justicia              |        | Emilio Ruiz Barreto                     |                     | 1892- 1894                                    |
| Ministerio de Hacienda              |        | Pedro Bravo                             |                     | 7 de agosto de 1892 - 31 de enero de 1895     |
| Ministerio de Hacienda              |        | Carlos Uribe Michelsen                  |                     | 1 de febrero de 1895 19 de abril de 1896      |
| Ministerio de Hacienda              |        | Ruperto Ferreira Gómez                  |                     | 20 de abril de 1896 27 de diciembre de 1896   |
| Ministerio de Hacienda              |        | Manuel Esguerra                         |                     | 28 de diciembre de 1896 14 de marzo de 1898   |
| Ministerio de Hacienda              |        | Pedro Antonio Molina                    | Partido Conservador | 14 de marzo de 1898 7 de agosto de 1898       |

## Política interna
Fue promulgada la Ley 104 de 1892 o Ley de Ferrocarriles. En 1894 fue terminado el Ferrocarril de Cartagena a Calamar.Se inauguró la llegada del ferrocarril a Cajicá en 1896 y en 1898 a Zipaquirá.

## Economía
En 1894 se registró la quiebra del Banco Nacional, liquidado por el Congreso de la República, debido a excesos registrados en la capacidad de emisión.
Con la oposición de economistas le arrebato la producción de licores a las regiones y restauro el impuesto al estanco de tabaco, otorgándole al Estado un efectivo monopolio sobre su producción y comercialización.

## Orden público
Ejerció el poder de manera dogmática y represiva contra el partido liberal a cuyos líderes sometió al panóptico, al destierro y al fusilamiento.
En su mandato, Caro efectuó la nacionalización de la producción de licores y posteriormente, en 1893, restauró el impuesto al estanco de tabaco. A causa de esto, se desató en Bogotá una ola de agitación política a principios de 1893, cuando los partidos se alzaron y tuvieron a la ciudad prácticamente en sus manos, en días de violentos asaltos y choques con la Fuerza Pública. El general Antonio Basilio Cuervo, ministro de Gobierno, logró el retorno a la normalidad. Otro intento de rebelión por parte de los artesanos, fue abortado por la Policía en 1894.
Según se erosionaba la base del poder ostentada por el Partido Nacional, que ya parecía ser minoría en la Cámara de Representantes, Caro se vio obligado a exigir que Rafael Núñez asumiera el poder. Sin embargo, Núñez falleció el 18 de septiembre de 1894, mientras organizaba su regreso a Bogotá.

### Censura y represión a la prensa
Amparado por la Ley 61 de 1888 (ley de los caballos), la cual censuró a la prensa opositora que criticaba las acciones del gobierno,y por el Decreto 151 de 1888,el gobierno de Miguel Antonio Caro censuró a la prensa opositora a su gobierno y a la iglesia. En agosto de 1893, ordenó el cierre indefinido del periódico “El Relator” y el destierro de Santiago Pérez acusándolo de que sus artículos habían provocado el levantamiento en armas de Avelino Rosas en Barranquilla.Posteriormente cerró “El Correo Nacional” en 1894, por las denuncias de Carlos Martínez Silva y selló la definitiva ruptura entre los conservadores nacionalistas e históricos. Fueron suspendidos “La siesta” de Juan de Dios Uribe y Antonio José Restrepo, “El Liberal” de Nicolás de Esguerra y “El Constitucional” de Juan Bautista Pérez y Soto. En 1897, fue encarcelado por 30 días al director del periódico «El Constitucional» y fueron suspendidas sus publicaciones por seis meses. Para 1898 el periódico liberal “La Crónica” denunció que el gobierno monopolizó la venta y fabricación de fósforos. Por esta denuncia el periódico fue suspendido por seis meses.

Cerró la Universidad Republicana (hoy Universidad Libre), por considerarla un foco de perturbación.[cita requerida]

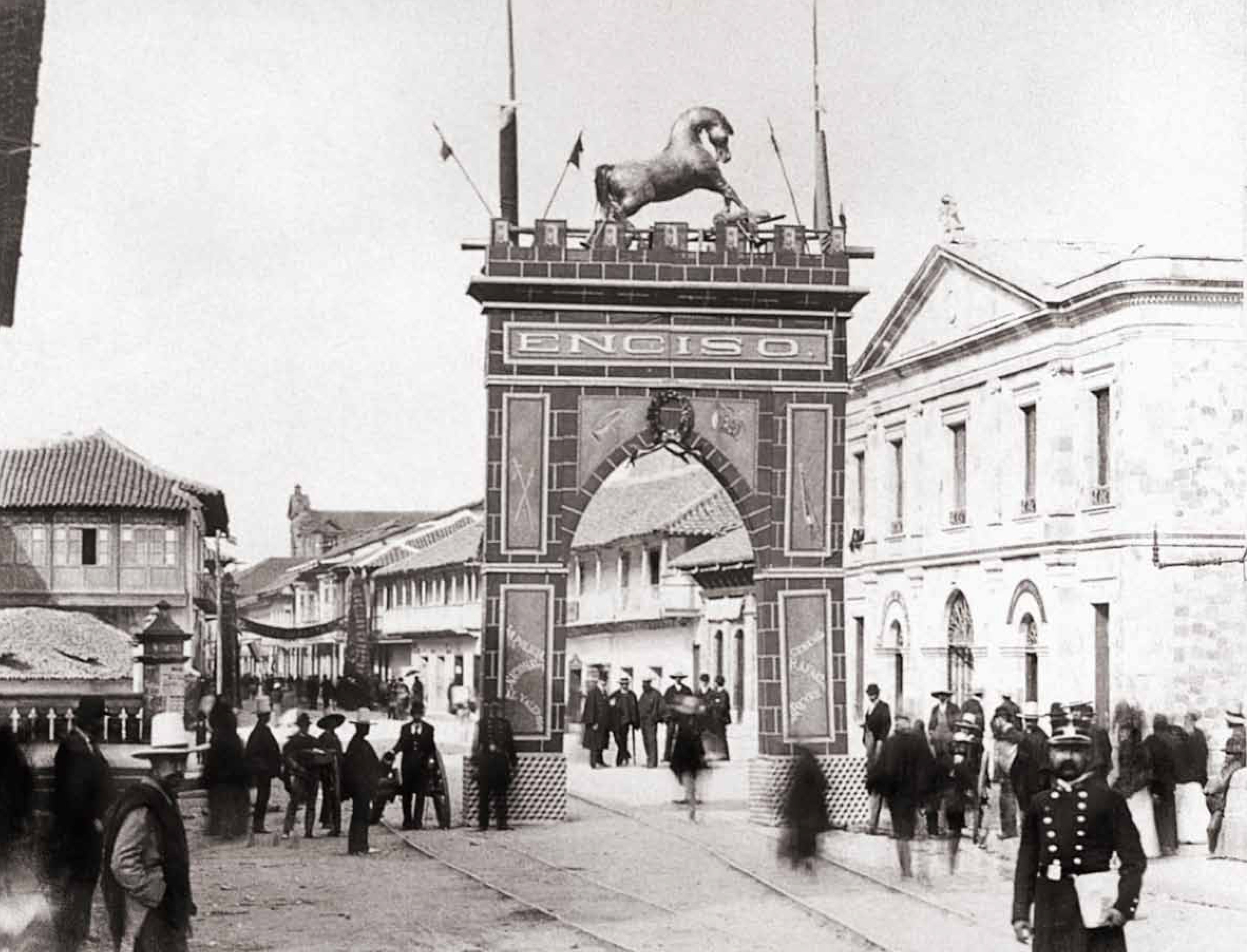
Arco del triunfo en Bogotá para recibir al general Rafael Reyes.

### Guerra civil de 1895
En la noche del 22 de enero de 1895, el director de la nueva Policía Nacional de Colombia, el comisario francés Jean Marie Marcelin Gilibert, frustró un complot confabulado desde su exilio en Curazao por el general liberal Avelino Rosas que planeaba arrestar al presidente Caro.
El 29 de enero de 1895, los liberales se levantaron bajo el mando del General Siervo Sarmiento.
En 1895 tuvo lugar una revolución en la que fuerzas liberales se levantaron contra el gobierno. Caro llamó entonces al general Rafael Reyes y lo puso al frente de los ejércitos legitimistas. Reyes planeó una campaña relámpago que inició en la Batalla de La Tribuna, adelante de Facatativá, bajó al Magdalena, siguió hasta la Costa Caribe y entró por allí a Santander, donde estaba el foco de la revuelta, acabando finalmente con la guerra en la Batalla de Enciso.

### Gobierno de los cinco días
Otro hecho que tuvo lugar bajo su mandato fue el del llamado gobierno de los Cinco Días. Caro se había retirado a la hacienda de Casablanca, en Sopó, y había dejado encargado del gobierno al general Guillermo Quintero Calderón, como designado a la Presidencia. Quintero Calderón había tomado ya el partido de los conservadores históricos, y nombró un gabinete encabezado por Abraham Moreno, figura destacada de éstos en Antioquia. Al darse cuenta Caro de la orientación que se quería dar al gobierno, sacando a los nacionalistas, reasumió el mando en Sopó y puso en manos del general Manuel Casabianca, nombrado por él ministro de Gobierno y de Guerra, el trabajo de restablecer el orden, dentro de los marcos de inspiración nacionalista de su gobierno.

### Misión Militar Francesa
Luego de la guerra civil de 1895 el presidente Caro contrata una misión militar francesa con el propósito de fortalecer el ejército y la policía, igualmente se aumentó el pie de fuerza del ejército y el presupuesto.

## Relaciones exteriores
En julio de 1892 fue aprobado un Tratado de amistad, comercio y navegación con el Imperio Alemán.
En diciembre de 1892 fue aprobado un Tratado de amistad, comercio y navegación con el Reino de Italia.

## Sociedad
Fue inaugurado el Teatro Colón el 12 de octubre de 1892 para conmemorar el cuarto centenario del descubrimiento de América.

## Oposición y controversias

Caro con los candidatos nacionalistas Sanclemente y Marroquín. Periódico Mefistófeles, octubre de 1897.

Además de la oposición liberal, tuvo que enfrentar la oposición de los conservadores históricos, que se recrudeció hacia 1897. Liderados por Carlos Martínez Silva en Bogotá y por Marceliano Vélez en Medellín, los conservadores tradicionales, bajo la bandera del historicismo político, consideraban traicionadas las glorias del pasado por las ideas sostenidas por Núñez y Caro en sus años de gobierno.

### Injerencia en las elecciones de 1898
Para 1897, las fricciones entre los liberales y los conservadores eran cada vez más delicadas. El expresidente liberal Aquileo Parra se reunió con Caro para negociar un acuerdo pacífico que beneficiara directamente la armonía de las próximas elecciones presidenciales. Caro se comprometió a no presentarse como candidato presidencial, más no renunciaría así a sus ambiciones políticas.
Caro convenció al octogenario abogado conservador Manuel Antonio Sanclemente y al anciano literato también conservador José Manuel Marroquín, de presentarse a las elecciones. Su intención era mantener su influencia política, dada la avanzada edad de ambos políticos, lo cual representaba una verdadera mofa nacional, según prensa de la época. Los nacionalistas se presentaron a los comicios, con la dupla de liberales Miguel Samper Agudelo y el general Foción Soto, siendo la victoria por un amplio margen de los ancianos conservadores. Caro "entregó" el poder a Sanclemente el 7 de agosto de 1898.